# Vlekvleugels
De vlekvleugels (Neopetaliidae) zijn een familie van Anisoptera (echte libellen), een van de drie onderordes van de Odonata (libellen). De familie telt 1 beschreven geslacht en 1 soort.

## Taxonomie
De familie Neopetaliidae bevat alleen het volgende geslacht:
- Neopetalia Cowley, 1934